# Szelény
Szelény (szlovákul: Seľany) község Szlovákiában, a Besztercebányai kerületben, a Nagykürtösi járásban. Alsó- és Felsőszelény egyesítésével jött létre.

## Fekvése
Nagykürtöstől 15 km-re délnyugatra található.

## Története
1252-ben Zelan alakban említik oklevél először, a Hont-Pázmány nemzetség ősi birtoka. Alsószelényt 1268-ban Zelen, 1270-ben Scelen, 1292-ben Zelen alakban említik a korabeli források. A 14. századtól a Szelényi családé, majd a Plachyak, a Palásthyak és a Gyürkiek birtoka. 1434-től a 18. századig részben a Szelényi család birtokolta. A Majthényi család a 20. századig volt birtokos a településen. 1715-ben 3, 1720-ban 4  háza állt. 1828-ban 56 házában 336 lakos élt. Lakói mezőgazdasággal, szőlőtermesztéssel foglalkoztak.
Felsőszelényt 1303-ban említik először, Alsószelény határában keletkezett a 14. század elején. 1462-ben "Felseu Zelen" néven említik, nemesi családok birtokolták. 1715-ben 16, 1720-ban 8 háza volt, közülük 5 jobbágy és 3 zsellércsaládé.
Vályi András szerint "SZELÉNY. Magyar falu Hont Várm. földes Urai több Uraságok, lakosai külömbfélék, fekszik Kőkeszinek szomszédságában, mellynek filiája; postája is van; határja jó, szőleje híres, legelője, fája elég van."
Fényes Elek szerint "Szelén, magyar falu, Honth vmegyében, B.-Gyarmathoz éjszakra 2 mfld. 330 kath., 18 evang. lak., számos uri lakházak. Szőlőhegye nevezetes bort terem. F. u. többen."
Hont vármegye monográfiája szerint "Alsószelény, magyar kisközség, 14 házzal és 77 róm. kath. vallású lakossal; postája Kőkeszin, vasúti és táviróállomása Balassagyarmaton van. Hajdan közös volt Felsőszelénynyel, melynek sorsában osztozott. Első okleveles említésére 1270-ben akadunk, a mikor a Hunt nemzetségbeli Lampert egri püspök testvérének, Miklósnak fiai, Pázmány és Miklós, e birtokért pereskedtek és végül Pázmány nyerte el azt. E nemzetség Kóvári családága révén, 1392-ben, Palásthi Miklós és Péter örökölték a jószágot, a melyet utódaik századokon át megtartottak. A XV. században része volt itt a Szelényi családnak is, a mely innen vette a nevét. 1434-ben Szelényi Tamás a vármegye alispánja volt, a család két másik tagja pedig, Franciscus és Stefanus de Zelen, királyi emberekként szerepeltek egy 1439. évi oklevélben. A Szelényieket a XVIII. században is birtokban találjuk itt. A mult század első felében, a Palásthiakon kivül, Plachy Ferencznek és Gyürky Antalnak volt birtoka. Ezidőszerint nagyobb birtokosa nincsen."
"Felsőszelény, magyar kisközség, 30 házzal és 143 róm. kath. vallású lakossal; vasúti és táviró-állomása Balassagyarmaton, postája Kőkeszin van. A falu hajdan közös volt Alsószelénynyel és ennek sorsában osztozott. Okleveles nyomára már 1265-ben akadunk. 1270-ben a Hunt nemzetségbeli Miklós fiai és Pázmány Miklós pörösködek érte, mígnem az 1303. osztály alkalmával Pázmány, a Kóváry család őse nyerte el. a XV. században a Szelényi család nevében is felbukkan a község neve, mely családnak két tagja, Franciscus és Stephanus de Zelen, 1439-ben királyi emberek voltak. A Szelényi családot a XVIII. században is itt találjuk még. A mult században a Plachy családnak volt itt birtoka és nemesi kúriája, mely ma a Scheuffelen örökösöké. Felsőszelény községhez tartozik az Eresztény-major."
Alsó- és Felsőszelényt 1907-ben egyesítették.
A trianoni békeszerződésig Hont vármegye Ipolynyéki járásához tartozott.

## Népessége
| Év:            | 1994. | 2004.   | 2014.    | 2024.    |
| -------------- | ----- | ------- | -------- | -------- |
| Emberek száma: | 253   | 235     | 197      | 140      |
| Eltérés:       |       | -7,11 % | -16,17 % | -28,93 % |

| Év:            | 2023. | 2024.   |
| -------------- | ----- | ------- |
| Emberek száma: | 146   | 140     |
| Eltérés:       |       | -4,10 % |

1880-ban Alsószelény 64 lakosából 63 magyar anyanyelvű és 1 csecsemő; Felsőszelény 162 lakosából 153 magyar, 1 német anyanyelvű és 8 csecsemő volt. Alsószelényt 45 római katolikus, 17 zsidó, valamint 1-1 evangélikus és református; Felsőszelényt 142 római katolikus, 14 zsidó és 6 evangélikus lakta.
1910-ben 221 lakosából 220 magyar és 1 szlovák. 208 római katolikus, 7 evangélikus, 5 zsidó és 1 református lakta.
2001-ben 233 lakosából 126 magyar és 105 szlovák volt.
2011-ben 204 lakosából 92 magyar és 111 szlovák.

## Neves személyek
- Felsőszelényben született 1817-ben Gyürki Antal közgazdász, gazdasági szakíró, több borászati szakkönyv szerzője, az 1848-as nemzetőrség parancsnoka. Tiszteletére 1997-ben emléktáblát avattak.
- Itt szolgált Mendlik Ágoston római katolikus apátplébános.

## Nevezetességei

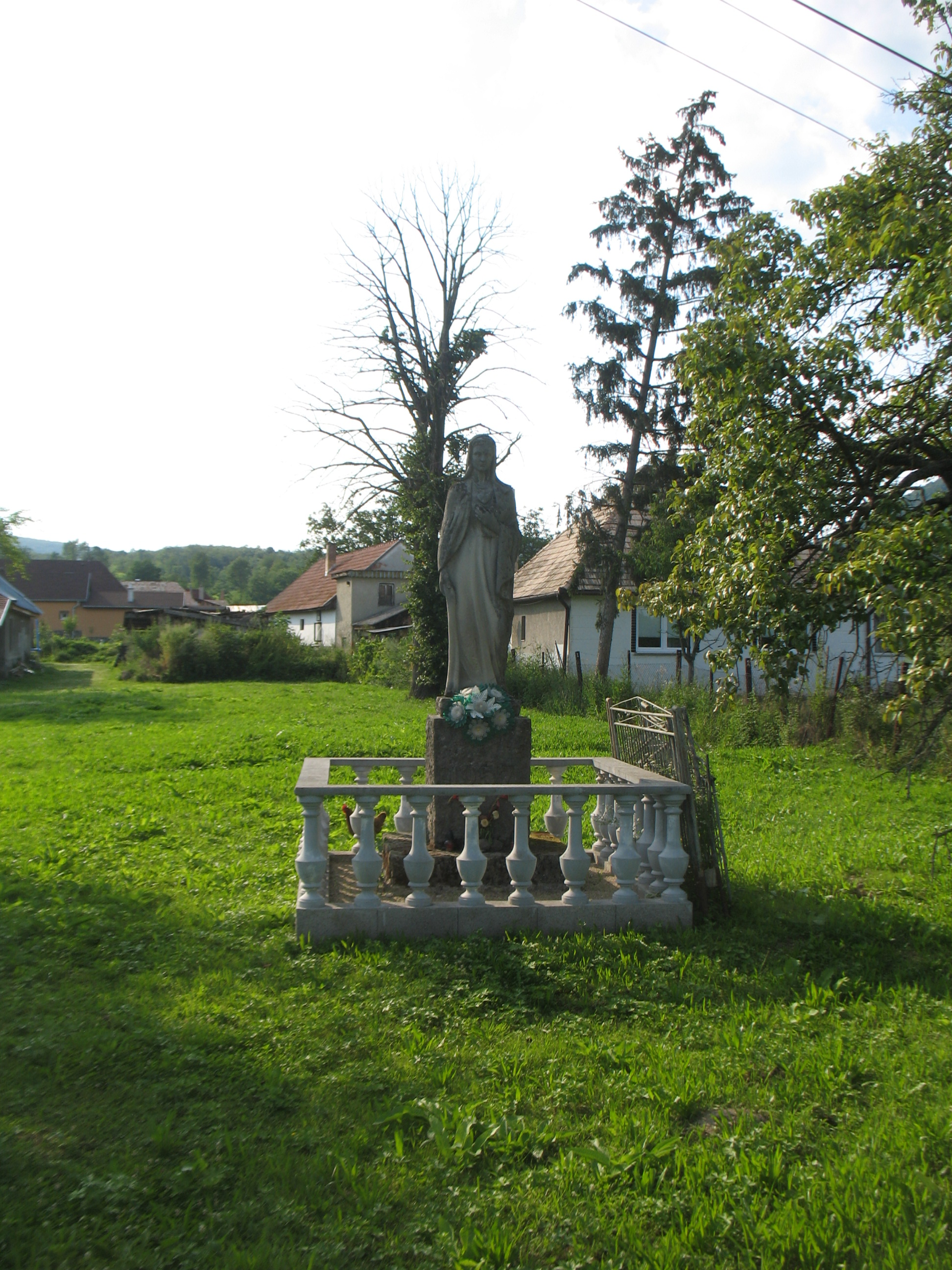
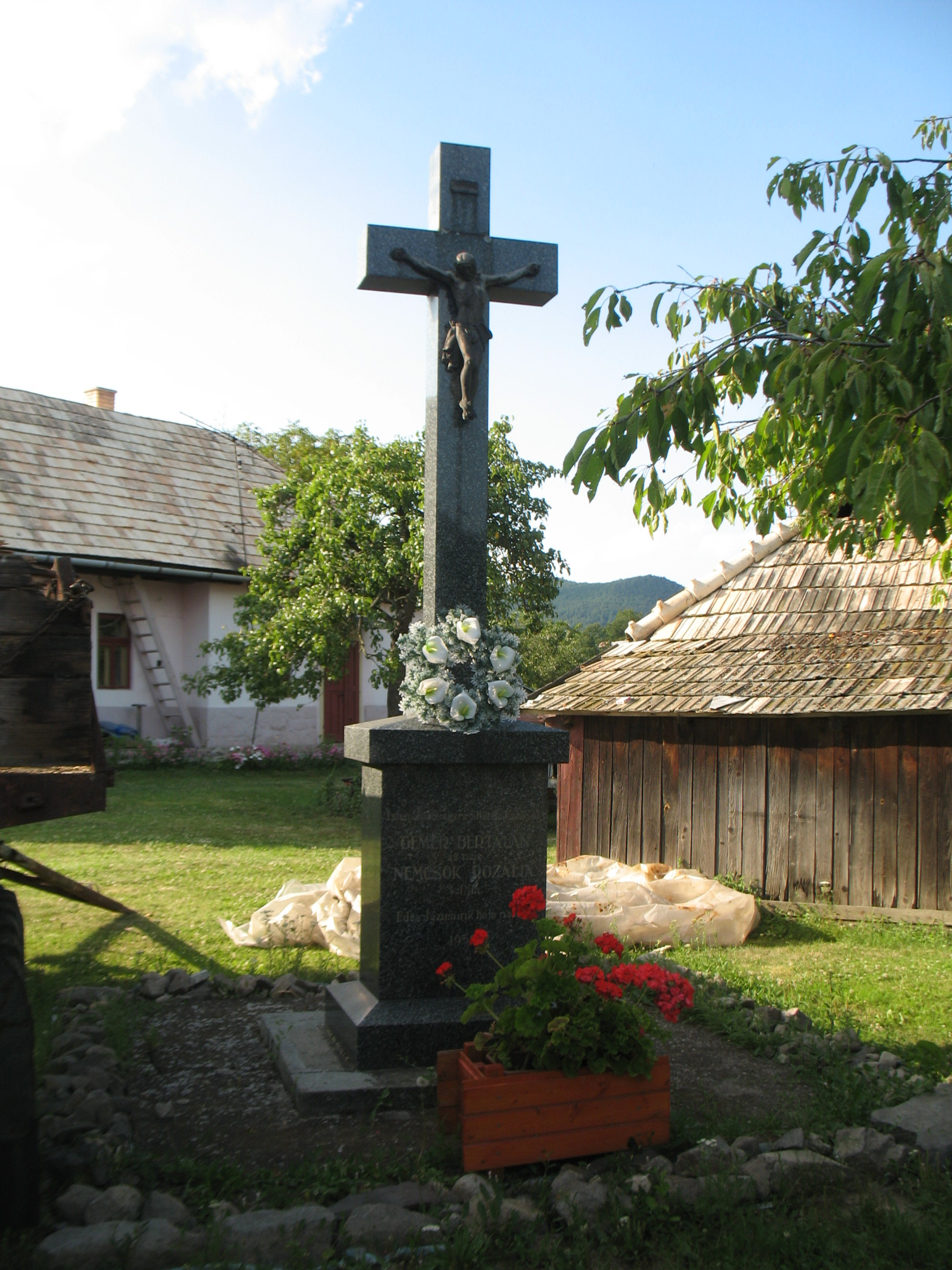
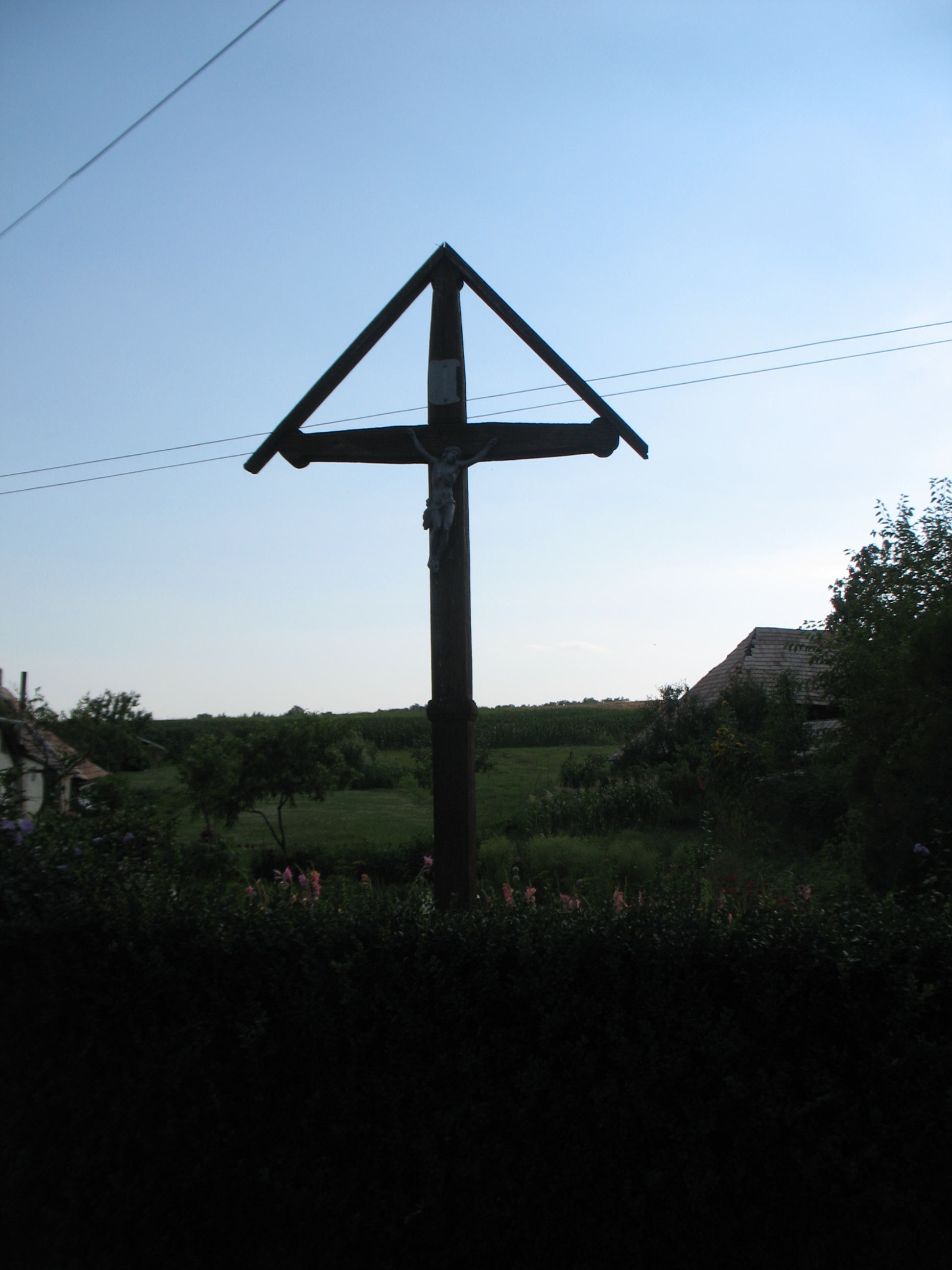

## Külső hivatkozások
- Községinfó
- Szelény Szlovákia térképén[halott link]
- E-obce.sk Archiválva 2008. december 6-i dátummal a Wayback Machine-ben